# حركة إلغاء ضريبة الاقتراع للنساء
نشات حركة إلغاء ضريبة الاقتراع للنساء (بالانجليزية: Women's poll tax repeal movement) في الولايات المتحدة وكانت في الغالب بقيادة النساء اللاتي طالبن بتأمين إلغاء ضرائب الاقتراع لكونه شرطًا أساسيًا للاقتراع في الولايات الجنوبية. بدأت الحركة بعد وقت قصير من التصديق في عام 1920 على التعديل التاسع عشر لدستور الولايات المتحدة الذي أقرّ منح حق الاقتراع للمرأة. لم تكن النساء ملزمات بدفع الضريبة قبل الحصول على حق الاقتراع، لكن بعد فترة وجيزة من ٌإقرار التعديل التاسع عشر كقانون، بدأت الولايات الجنوبية في فحص كيفية تطبيق قوانين ضريبة الاقتراع على النساء. على سبيل المثال، أعفت كارولينا الشمالية والجنوبية النساء من دفع الضريبة، بينما لم تطلب جورجيا من النساء دفعها ما لم يسجلن للاقتراع. في الولايات الجنوبية الأخرى، كانت الضريبة مستحقة بشكل تراكمي عن كل عام كان فيه الشخص مؤهلًا للاقتراع.
كان دفع الضريبة صعبًا على الناخبين السُّود واللاتينيين والنساء، ويرجع ذلك بالأصل إلى أن دخلهم كان أقل بكثير من دخل الرجال البيض. بالنسبة للنساء المتزوجات، فقد منعهن الأمر من التحكم في دخلهن. بعد الاعتراف بأن دفع الضريبة يعدّ شرطًا مسبقًا للاقتراع ومن الممكن أن يؤدي إلى حرمانهن من حقهن في الاقتراع، بدأت النساء في تنظيم أنفسهن في عشرينيات القرن العشرين لإلغاء قوانين ضريبة الاقتراع، لكن الحركة لم تكتسب الكثير من الزخم حتى الكساد الكبير في الثلاثينيات. ضغطت كل من النساء السُّود والبيض على مستوى الولاية والمستوى الوطني لاتخاذ إجراءات تشريعية لإلغاء القوانين التي تتطلب الدفع قبل الاقتراع. بالإضافة إلى ذلك، رفعت النساء سلسلة من الدعاوى القضائية لمحاولة إحداث تغيير. بحلول خمسينيات القرن العشرين، ظهر تقاطع العادات والقانون المتحيزين جنسيًا وعنصريًا بشكل واضح لأولئك الذين يحاربون ضريبة الاقتراع. وقد خلق هذا تعاونًا بين النشطاء المشاركين في حركة ضرائب الاقتراع وأولئك النشطين في حركة الحقوق المدنية الأوسع.
تخلت لويزيانا عن قانون ضريبة الاقتراع في عام 1932، وزاد عدد الناخبات بنسبة 77 في المئة. ساعد النشاط النسائي في إلغاء تشريع ضريبة الاقتراع في فلوريدا عام 1937 وفي جورجيا عام 1945 وتينيسي عام 1953 وأركنساس عام 1964. في ذلك العام، تم تمرير التعديل الرابع والعشرين لدستور الولايات المتحدة، الذي أُقر فيه حظر ضرائب الاقتراع كعائق أمام الاقتراع في الانتخابات الفيدرالية. أعطى إقرار قانون حقوق الاقتراع لعام 1965 السلطة الفيدرالية لوزارة العدل لرفع دعاوى قضائية ضد الولايات الأربع التي ما زالت تستخدم ضريبة الاقتراع لحرمان الناخبين من حق الاقتراع في انتخابات الولاية. حسمت المحكمة العليا أخيرًا الصراع المستمر منذ أربعة عقود وذلك بإلغائها شرط دفع الضريبة لتتمكن من التصويت في أي انتخابات أو فيدرالية أو ولاية في حكمها بشأن هاربر ضد مجلس انتخابات ولاية فرجينيا في عام 1966.